# Venus in Furs
Это статья о песне; о повести Захер-Мазоха см. «Венера в мехах».
Venus in Furs — песня The Velvet Underground, вошедшая на их дебютный альбом The Velvet Underground and Nico 1967 года. Песня написана Лу Ридом по мотивам романа Леопольда фон Захер-Мазоха «Венера в мехах» и посвящена теме садомазохизма.
При записи песни Джон Кейл играл атональную, тревожную скрипичную партию, а Лу Рид использовал гитару, все струны которой были настроены на одну ноту (т. н. ostrich guitar).
Кавер-версии на неё записывали Niagara, Eye & I, The Ukrainians, Christian Death, The Smashing Pumpkins, Rosetta Stone, Bettie Serveert, Сьюзи Сью и The Creatures, Monster Magnet, Дэйв Наварро, Хью Корнуэлл, Krieg, Chuck Dukowski Sextet, DeVotchKa, Ordo Rosarius Equilibrio (песня называется «She’s In Love With A Whip»), а также Гэри Ньюман совместно с Little Boots. Кавер-версия The Melvins вошла на совместный с Nirvana сингл «Here She Comes Now/Venus in Furs».